# Юрженко, Пётр Иванович
Пётр Иванович Юрженко (8 [20] декабря 1898, Новопетровка, Херсонская губерния — 9 июля 1975, Херсон) — советский хирург, заслуженный врач УССР, главный врач Херсонской областной больницы (1937—1941, 1945—1961), заведующий хирургическим отделением Херсонской областной больницы (1937—1941, 1945—1975) .

## Биография
Родился 8 (20) декабря 1898 года в селе Дар-Александровка (ныне Новопетровка) Херсонской губернии в крестьянской семье. Брат химика А. И. Юрженко.
В 1915 году окончил Херсонскую военно-фельдшерскую школу, в которой обучался с 1912 по 1915 годы. В 1915—1917 годах был фельдшером лазарета в Очакове. Во время Гражданской войны в России был заведующим фельдшерским пунктом в селе Баратовка Николаевской области (1917—1922). В 1922—1927 годах обучался в Одесском медицинском институте, который окончил в 1927 году. С 1927 по 1937 годы — заведующий хирургическим отделением Старобольской окружной больницы (Донецкая область).
В 1937—1941 годах являлся главным врачом и заведующим хирургическим отделением народной больницы в Херсоне. В июне 1941 года защитил диссертацию на соискание учёной степени кандидата медицинских наук.

### В годы войны
Войну встретил в Херсоне. Из народной больницы был сформирован военно-полевой госпиталь № 575, начальником и главным хирургом которого стал П. И. Юрженко. За годы войны госпиталь провёл несколько тысяч операций. За годы войны Петр Иванович был награждён орденами Красной звезды, Отечественной войны I и II степеней.

### После войны
В сентябре 1945 года подполковник медицинской службы Юрженко стал главным врачом и заведующим хирургического отделения Херсонской областной больницы до 1961 года. В 1961 году он оставил должность главного врача, но остался заведующим хирургического отделения до 1975 года.
Был основателем грудной хирургии на юге Украины, организатором хирургической помощи в Херсонской области, инициатором узкопрофильных специализированных отделений в больнице, членом республиканской организации хирургов, главой Херсонской областной организации «Знание».

## Награды
- Орден Красной Звезды;
- Орден Отечественной войны I степени;
- Орден Отечественной войны II степени;
- Орден Ленина;
- Орден Трудового Красного Знамени;
- Заслуженный врач УССР.

## Память
- Херсонской областной клинической больнице было присвоено имя Петра Ивановича Юрженко. На территории больницы была установлена мемориальная доска.
- Его именем назван речной теплоход «Хирург Юрженко».